# Edward Charles Howard
Edward Charles Howard, britanski kemik, * 28. maj 1774, † 28. september 1816.
Howard velja za prvega slavnega kemičnega inženirja. Za svoje raziskave na področju živega srebra je leta 1800 prejel Copleyjevo medaljo.

## Priznanja

### Nagrade
- Copleyjeva medalja (1800)